# (22899) Alconrad
(22899) Alconrad est un astéroïde de la ceinture principale.

## Nom
L'astéroïde est nommé d'après Albert R. Conrad (né en 1953), « scientifique spécialisé dans l'optique adaptative (OA) dans plusieurs observatoires américains. Grâce à l'OA, il a codécouvert de nombreux satellites d'astéroïdes et a réalisé des études à disque résolu d'astéroïdes et de satellites planétaires pour la taille/forme/pôle et la topographie. Il a développé de nombreuses techniques d'OA innovantes. ».

## Description
(22899) Alconrad est un astéroïde de la ceinture principale. Il fut découvert le 11 octobre 1999 à Višnjan par Mario Jurić et Korado Korlević. Il présente une orbite caractérisée par un demi-grand axe de 2,85 UA, une excentricité de 0,08 et une inclinaison de 2,9° par rapport à l'écliptique.

## Satellite
(22899) Alconrad possède un satellite. Il avait pour désignation provisoire S/2003 (22899) 1. Il a reçu sa désignation permanente et son nom, (22899) Alconrad I Juliekaibarreto, le 14 octobre 2024. Il est nommé d'après Julie Kai Barreto (née en 1955), « artiste américaine et passionnée de pagayage en canoë à balancier qui vit sur la grande île d'Hawaï avec son mari, éponyme de l'astéroïde primaire, Al Conrad. Elle était avocate avant de prendre sa retraite en 2011. Julie et Al ont deux enfants et sont ensemble depuis qu'ils ont partagé une aventure cycliste européenne à l'été 1977. ».